# Stikeman Elliott
Stikeman Elliott LLP est un cabinet d'avocats d'affaires canadien fondé en 1952 par H. Heward Stikeman et Fraser Elliott. Le cabinet possède des bureaux situés à Montréal, Toronto, Ottawa, Calgary, Vancouver, New York, Londres et Sydney. Depuis 2021, le président du cabinet est Jeffrey Singer. 

## Historique
En 1952, Heward Stikeman et Fraser Elliott ont fondé à Montréal un cabinet spécialisé en fiscalité, qui a pris de l'expansion au cours des années suivantes pour devenir un cabinet d'avocats d'affaires offrant une gamme complète de services Stikeman Elliott n'a jamais fusionné avec un autre cabinet, l'un des rares cabinets de Bay Street à ne pas l'avoir fait. Lorsque le cabinet s'est établi à Toronto en 1970, deux nouveaux associés se sont ajoutés, Donald Bowman et John Robarts, et le bureau de Toronto est devenu Stikeman, Elliott, Robarts et Bowman.
L'un des premiers cabinets nationaux à maintenir un bureau au Québec, avec McCarthy Tétrault, Stikeman Elliott est largement considéré comme l'un des meilleurs cabinets au Québec[réf. nécessaire]. Le cabinet fait partie des Seven Sisters, un groupe de sept cabinets d'avocats canadiens de premier plan.

## Avocats et anciens membres célèbres
- Suzanne Côté, juge puînée de la Cour suprême du Canada Erin O'Toole, ancien chef de l'opposition et ancien ministre fédéral
- Calin Rovinescu, ancien PDG d'Air Canada
- Alon Eizenman, joueur de hockey sur glace
- Allan Gotlieb, ambassadeur du Canada aux États-Unis de 1981 à 1989
- Donald Johnston, ancien ministre fédéral et secrétaire général de l'Organisation de coopération et de développement économiques (OCDE) de 1996 à 2006
- Antonio Lamer, ancien juge en chef du Canada;  (2000-2007)
- Donald Bowman, ancien juge en chef de la Cour canadienne de l'impôt.
- Catherine McKenna, ministre de l'environnement et du changement climatique
- Marc Miller, ministre des Services aux autochtones du Canada
- Dick Pound, ancien vice-président du CIO et ancien président de l'Agence mondiale antidopage
- John Robarts, ancien premier ministre de l'Ontario
- John Sopinka, ancien juge puîné à la Cour suprême du Canada
- John Turner, 17e Premier ministre du Canada